# Mistivoi
Mistivoi (en alemán, Mistiwoj; 935? – 995) fue un príncipe abodrita (princeps Winulorum) desde 965 o 967 hasta su muerte. Heredó el cargo junto con su hermano Mstidrag de su padre Nakon en año desconocido.

## Nombre
Mistivoi es un antiguo nombre eslavo popular entre los eslavos occidentales y los orientales, relacionado con la palabra eslava venganza (pol. mścić, checo. mstít o ucran. mstiti) y "woj" o "wój" significando "guerrero". Así el nombre significa "Vengador de guerreros" o "Guerrero vengador". Otras formas del nombre son: Mistivir, Mistiuis, Mistui, Mistuwoi, Mistiwoi, Mystiwoi, Mistivoj, Mstivoj y polaco Mściwój. El nombre cristiano de Mistivoi fue Billung, bautizado por su probable padrino Herman Billung.

## Biografía
En 983 los hermanos fueron líderes de la gran revuelta eslava, que la historiografía alemana llama la Slawenaufstand, que siguió a la noticia de la derrota del emperador Otón II en la batalla de Stilo. Saqueó hacia el oeste e incluso destruyó ese año la ciudad, relativamente nueva, de Hamburgo. Hay dos relatos de su vida y sus razones para abandonar el cristianismo.
Según Adán de Bremen:

Un príncipe eslavo llamado Billung se casó con la bella hermana del obispo Wago de Starigard y tuvo con ella una hija, Hodica y un hijo, Mstislaw, a quien él, aprovechándose de sus celos de los sajones incitó al odio al cristianismo y su madre hasta que, habiendo ofendido así a su esposa, empezó a conspirar contra el cristianismo y los obispos

Según Helmoldo de Bosau:

El duque Herman Billung [de hecho el duque Bernardo I] prometió una sobrina suya a Mistivoi [o la reclamó Mistivoi] si él lo acompañaba en campaña a Italia. Eso hizo Mistivoi, y al volver le recordó la promesa. Entonces Teodorico de Haldensleben proclamó que "la sobrina de alta cuna de un gran príncipe no puede entregarse a un perro," por lo que Mistivoi, reclutando a los luticios para que lo ayudaran, devastó Nordalbingien a fuego y espada.

Helmoldo también justifica la rebelión eslava repetidamente citando la excesiva avaricia de los sajones.
La hija de Mistivoi, Tova, se casó con Harald Blåtand y levantó la piedra rúnica de Sønder Vissing I en memoria de su madre. Otra hija, Hodica, fue abadesa del monasterio en Mecklemburgo. Mistivoi tuvo también un hijo, Mstislaw, a menudo confundido con su padre que tenía un nombre parecido.